# Santuario della Madonna dei Tre Fiumi
Il santuario della Madonna dei Tre Fiumi si trova nella località Madonna dei Tre Fiumi, nel Mugello vicino a Ronta, nel comune di Borgo San Lorenzo. Il santuario è situato vicino al monte sul quale ci sono le vecchie case della borgata Il Pozzo (Ronta).

## Storia e descrizione
In questa località si trova un mulino ad acqua del 1845 sul torrente Ensa,  il torrente ha origine  dalla Fonte dell'Alpe, vicino al Passo della Colla, già Colla dell'Alpe. Il torrente dopo aver attraversato l'abitato di Razzuolo, si ingrossa alla Madonna dei Tre Fiumi, perché vi confluisce il Farfereta, questo fino all'inizio dei lavori per la costruzione della linea ferroviaria ad alta velocità, che hanno provocato l'essiccamento del torrente Farfereta nel periodo estivo e una forte perdita di portata al torrente Ensa che attraversa il famoso ponte della Ragnaia detto di Cimabue e poi si getta nella Sieve, tra Borgo San Lorenzo e Vicchio. Per questo motivo il santuario della Madonna viene detto "Dei Tre Fiumi". Questo torrente ha subito pesanti perdite di portata, in special modo nel periodo di magra estiva, a causa degli impatti per i lavori alla galleria dell'alta velocità, che ha causato l'essiccamento nella parte finale del torrente Farfereta. 
Il santuario della Madonna dei Tre Fiumi fu edificato nel 1578 e restaurato nel 1705, presenta tre navate ed ha un loggiato esterno. Fu eretto in onore della Madonna e contiene un dipinto di Jacopo Chimenti detto l'Empoli.